# Eduard Caudella
Eduard Caudella, né le 22 mai (ou 3 juin) 1841 à Iași, alors en principauté de Moldavie – mort le 15 avril 1924 dans la même ville, est un violoniste, critique musical et compositeur roumain. Il a été l’élève de Henri Vieuxtemps et a enseigné au conservatoire de Iași.

## À noter
Georges Enesco lui a dédié Impressions d'enfance op. 28, suite pour violon et piano achevée en 1940. Eduard Caudella fut le premier professeur de violon du musicien.

## Œuvres
Opéras
- Harță Răzeşul (1872)
- Hatmanul Baltag (1884)
- Beizadea Epaminonda (1885)
- Fata răzeșului (1885)
- Petru Rareș (1889)

Divers
- Concerto pour violon no 1 (1915)
- Dochia, ballade pour orchestre
- Souvenirs des Carpathes